# Aire d'attraction de Carhaix-Plouguer
L'aire d'attraction de Carhaix-Plouguer est un zonage d'étude défini par l'Insee pour caractériser l’influence de la commune de Carhaix-Plouguer sur les communes environnantes. Publiée en octobre 2020, elle se substitue à l'aire urbaine de Carhaix-Plouguer, qui comportait 7 communes dans le dernier zonage qui remontait à 2010.

## Définition
L'aire d'attraction d'une ville est composée d’un pôle, défini à partir de critères de population et d’emploi ainsi que d’une couronne constituée des communes dont au moins 15 % des actifs travaillent dans le pôle. Le pôle d’attraction constitue ainsi un point de convergence des déplacements domicile-travail,.

## Type et composition
L’aire d'attraction de Carhaix-Plouguer est une aire inter-départementale qui comporte 18 communes : 10 situées dans le Finistère et 8 dans les Côtes-d'Armor. 
Elle est catégorisée dans les aires de moins de 50 000 habitants.
Dans la région, la population est relativement peu concentrée dans les pôles. Ainsi, moins d’un tiers de la population y vit contre plus de la moitié au niveau national. C’est en particulier le cas pour l’aire d'attraction de Carhaix-Plouguer qui présente une population de 22 493 habitants localisés dans la région et dont 31,9 % résident dans le pôle.
En Bretagne, la population augmente de 0,6 % par an en moyenne entre 2007 et 2017 (+ 0,5 % en France). Pour l’aire de Carhaix-Plouguer, elle est de -0,3 %. Le nombre d’emplois présents dans l’aire d’attraction est de 8 582.

### Carte

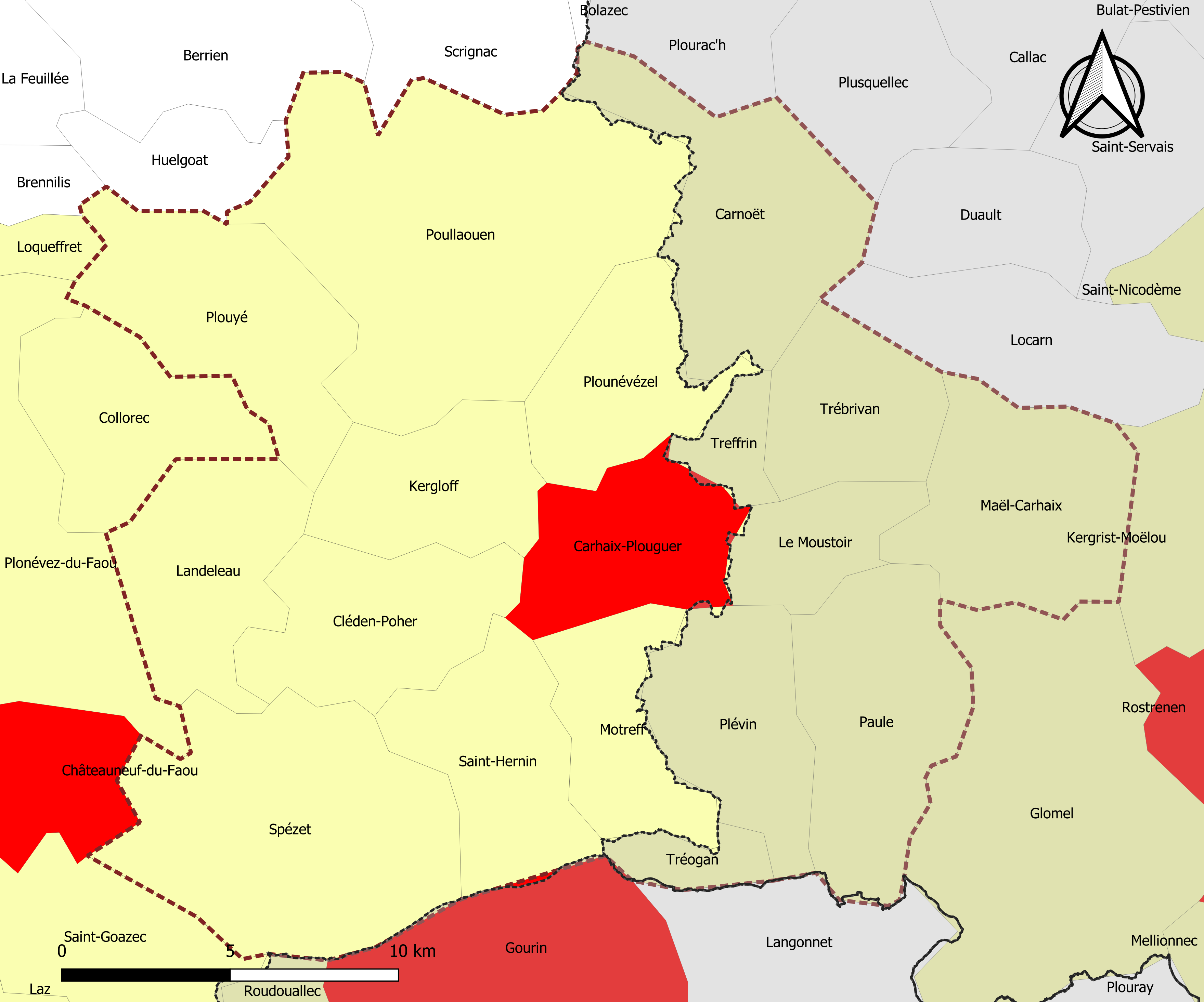
Carte de l'aire d'attraction de Carhaix-Plouguer.
Commune-centre
Commune de la couronne

### Composition communale
| Nom                               | Code Insee | Département   | Statut                 | Superficie (km2) | Population (dernière pop. légale) | Densité (hab./km2) | Modifier                                    |
| --------------------------------- | ---------- | ------------- | ---------------------- | ---------------- | --------------------------------- | ------------------ | ------------------------------------------- |
| Carhaix-Plouguer (commune-centre) | 29024      | Finistère     | commune-centre         | 25,81            | 7 326 (2022)                      | 284                | modifier les données · modifier les données |
| Carnoët                           | 22031      | Côtes-d'Armor | commune de la couronne | 42,06            | 667 (2022)                        | 16                 | modifier les données · modifier les données |
| Maël-Carhaix                      | 22137      | Côtes-d'Armor | commune de la couronne | 36,57            | 1 455 (2022)                      | 40                 | modifier les données · modifier les données |
| Le Moustoir                       | 22157      | Côtes-d'Armor | commune de la couronne | 14,85            | 659 (2022)                        | 44                 | modifier les données · modifier les données |
| Paule                             | 22163      | Côtes-d'Armor | commune de la couronne | 37,56            | 674 (2022)                        | 18                 | modifier les données · modifier les données |
| Plévin                            | 22202      | Côtes-d'Armor | commune de la couronne | 27,36            | 754 (2022)                        | 28                 | modifier les données · modifier les données |
| Trébrivan                         | 22344      | Côtes-d'Armor | commune de la couronne | 22,96            | 763 (2022)                        | 33                 | modifier les données · modifier les données |
| Treffrin                          | 22351      | Côtes-d'Armor | commune de la couronne | 7,47             | 524 (2022)                        | 70                 | modifier les données · modifier les données |
| Tréogan                           | 22373      | Côtes-d'Armor | commune de la couronne | 7,10             | 107 (2022)                        | 15                 | modifier les données · modifier les données |
| Cléden-Poher                      | 29029      | Finistère     | commune de la couronne | 29,81            | 1 135 (2022)                      | 38                 | modifier les données · modifier les données |
| Kergloff                          | 29089      | Finistère     | commune de la couronne | 24,94            | 878 (2022)                        | 35                 | modifier les données · modifier les données |
| Landeleau                         | 29102      | Finistère     | commune de la couronne | 30,41            | 982 (2022)                        | 32                 | modifier les données · modifier les données |
| Motreff                           | 29152      | Finistère     | commune de la couronne | 21,59            | 679 (2022)                        | 31                 | modifier les données · modifier les données |
| Plounévézel                       | 29205      | Finistère     | commune de la couronne | 24,42            | 1 153 (2022)                      | 47                 | modifier les données · modifier les données |
| Plouyé                            | 29211      | Finistère     | commune de la couronne | 37,55            | 669 (2022)                        | 18                 | modifier les données · modifier les données |
| Poullaouen                        | 29227      | Finistère     | commune de la couronne | 88,56            | 1 466 (2022)                      | 17                 | modifier les données · modifier les données |
| Saint-Hernin                      | 29250      | Finistère     | commune de la couronne | 29,29            | 735 (2022)                        | 25                 | modifier les données · modifier les données |
| Spézet                            | 29278      | Finistère     | commune de la couronne | 60,67            | 1 743 (2022)                      | 29                 | modifier les données · modifier les données |